# 네제곱수
네제곱수란 어떤 수를 4번 거듭 곱해서 나오는 수이다. 지수로 나타내면 {\displaystyle n}의 네제곱수는 {\displaystyle n^{4}}이다.
네제곱수의 수열은 다음과 같다. (OEIS의 수열 A000583)
1, 16, 81, 256, 625, 1296, 2401, 4096, 6561, 10000, 14641, 20736...

## 끝 두 자리 수
정수의 네제곱수를 십진수로 나타내었을 때의 끝 두 자리 숫자는 12가지가 가능하다.
- 0으로 끝나는 수의 네제곱수는 00으로 끝난다.
- 1, 3, 7, 9로 끝나는 수의 네제곱수는 01, 21, 41, 61, 81으로 끝난다.
- 2, 4, 6, 8로 끝나는 수의 네제곱수는 16, 36, 56, 76, 96으로 끝난다.
- 5로 끝나는 수의 네제곱수는 25로 끝난다.

즉, e가 짝수이고, o가 홀수일 때, 00, e1, o6, 25로 끝난다.

## 같이 보기
- 세제곱수
- 라그랑주 네 제곱수 정리